# Isaac Jan Nijs
Isaac Jan Nijs (Venetië, 1625 – Velsen, 17 februari 1690) was een koopman op de Levant en Italië. 

## Biografie
Hij was de zoon van de koopman/kunsthandelaar Daniël Nijs, die omvangrijke collecties beelden en schilderijen verkocht naar Engeland, maar in 1631 failliet ging. De familie woonde jarenlang in Venetië en Londen, maar verhuisde na 1646 naar Utrecht.
Nijs kocht op 22 januari 1665 twee erven in de Vierde Vergroting van Amsterdam. Zijn woon- en pakhuis, Keizersgracht 577, had hij laten ontwerpen door Philips Vingboons.
Hij was bewindhebber West-Indische Compagnie in 1674, evenals Paulus Godin, zijn neef. Zijn achterbuurman in de Gouden Bocht was François de Vicq, directeur van de Sociëteit van Suriname; hij was rond 1688 betrokken bij het Asiento. Nijs verhuisde naar Muiderberg en financierde de wederopbouw van de kerk. Zijn zwager Gerbrand van Leeuwen was hoogleraar in de theologie aan het Athenaeum Illustre.
Nijs trouwde in 1657 met Susanna van Ceulen (ook: van Collen). Na haar overlijden hertrouwde hij in 1668 met Maria Munter (1637-1688), regentes van het Amsterdamse burgerweeshuis. Hun dochter Margaretha Cecilia Nijs trouwde met haar neef Jan Trip van Berckenrode, directeur van de Sociëteit van Suriname.
Nijs ligt begraven in de Engelmunduskerk in Velsen-Zuid.